# Liste von Sakralbauten in Ingolstadt
Die Liste von Sakralbauten in Ingolstadt listet nach Konfessionen unterteilt die Kirchengebäude und sonstigen Sakralbauten in der kreisfreien, oberbayrischen Stadt Ingolstadt auf.

## Römisch-katholische Kirchen und Kapellen
| Bild | Inneres | Name                                             | Stadtteil / Lage                                          | Bauzeit     | Anmerkungen / Baustil                                                                |
| ---- | ------- | ------------------------------------------------ | --------------------------------------------------------- | ----------- | ------------------------------------------------------------------------------------ |
|      |         | Münster Zur Schönen Unserer Lieben Frau          | Ingolstadt Kreuzstraße 1 (Standort)                       | 15. Jh.     | Gotische Hallenkirche; auch Obere Pfarr genannt.                                     |
|      |         | St. Moritz                                       | Ingolstadt Moritzstraße 2 (Standort)                      | 1234        | Ältestes erhaltenes Bauwerk der Stadt; auch Untere Pfarr genannt.                    |
|      |         | Franziskanerkirche Mariä Himmelfahrt             | Ingolstadt Franziskanerplatz (Standort)                   | 15. Jh.     | Seit 2006 Klosterkirche der Kapuziner.                                               |
|      |         | Franziskanerinnenkirche St. Johann im Gnadenthal | Ingolstadt Johannesstraße 2 (Standort)                    | 1487/ 1605  | Bis heute Klosterkirche der Franziskanerinnen                                        |
|      |         | Asamkirche St. Maria de Victoria                 | Ingolstadt Adolf-Kolping-Platz (Standort)                 | 1732–1736   | Die barocke Saalkirche wurde durch die Gebrüder Asam gestaltet.                      |
|      |         | Spitalkirche Heilig Geist                        | Ingolstadt Spitalstraße 1 (Standort)                      | ~ 1350      | Gotische Hallenkirche, später barockisiert.                                          |
|      |         | St. Sebastian                                    | Ingolstadt Sebastiansstraße 25 (Standort)                 | 15.–17. Jh. |                                                                                      |
|      |         | St. Anton                                        | Ingolstadt Münchner Straße 40 (Standort)                  | 1914/ 1947  |                                                                                      |
|      |         | St. Augustin                                     | Ingolstadt Pettenkoferstraße 12 (Standort)                | 1958        |                                                                                      |
|      |         | St. Josef                                        | Ingolstadt Eichendorffstraße (Standort)                   | 1963        |                                                                                      |
|      |         | St. Konrad                                       | Ingolstadt Feldkirchener Straße 81 (Standort)             | 1952        |                                                                                      |
|      |         | St. Pius                                         | Ingolstadt Richard-Wagner-Straße 26 (Standort)            | 1958        | Eine Besonderheit ist der halbkugelförmige Kirchenraum mit einer besonderen Akustik. |
|      |         | St. Andreas                                      | Ingolstadt-Dünzlau Gabelholzstraße 22 (Standort)          | 1861–1882   | Saalkirche mit teilweise älterer Substanz.                                           |
|      |         | St. Marien                                       | Ingolstadt-Feldkirchen Regensburger Straße 192 (Standort) | 14. Jh.     | Gotisches Kirchengebäude.                                                            |
|      |         | St. Christophorus                                | Ingolstadt-Friedrichshofen Am Dachsberg (Standort)        | 1970        | Kirchengebäude im Stil des Brutalismus                                               |
|      |         | St. Rupert                                       | Ingolstadt-Gerolfing Eichenwaldstraße 62 (Standort)       | 1938        | Der Kirchturm stammt noch aus der Zeit der Romanik.                                  |
|      |         | St. Nikolaus                                     | Ingolstadt-Hagau Rosenschwaigstraße 45 (Standort)         | 15. Jh.     | Gotische Filialkirche                                                                |
|      |         | Herz Jesu                                        | Ingolstadt-Haunwöhr Zeppelinstraße 90 (Standort)          | 1961–1963   |                                                                                      |
|      |         | Zur Unbefleckten Empfängnis Mariens              | Ingolstadt-Hundszell Kirchstraße 1 (Standort)             | 1912–1914   | Neubarockes Kirchengebäude                                                           |
|      |         | St. Laurentius                                   | Ingolstadt-Irgertsheim Am Kirchberg (Standort)            |             | Im Kern romanische Chorturmkirche; 1936 erweitert.                                   |
|      |         | Alt St. Martin                                   | Ingolstadt-Mailing Am Mailinger Moos (Standort)           | 1846–1868   | Neugotisches Kirchengebäude und ehemalige Pfarrkirche von Mailing.                   |
|      |         | Neu St. Martin                                   | Ingolstadt-Mailing Pfingstrosenstraße 1 (Standort)        | 1970        | Kirchengebäude im Stil des Brutalismus                                               |
|      |         | St. Peter und Paul                               | Ingolstadt-Mühlhausen Pfarrer-Hartinger-Straße (Standort) | 13. Jh.     | Romanische Chorturmkirche                                                            |
|      |         | St. Willibald                                    | Ingolstadt-Oberhaunstadt Dorfplatz (Standort)             | 1860 1951   |                                                                                      |
|      |         | St. Peter                                        | Ingolstadt-Oberhaunstadt Röntgenstraße 35 (Standort)      | 1969        | Kirchengebäude im Stil des Brutalismus                                               |
|      |         | Mariä Geburt                                     | Ingolstadt-Pettenhofen Liebfrauenweg (Standort)           | 1694–1714   | Barocke Wallfahrtskirche mit teilweise älterer Substanz.                             |
|      |         | St. Canisius                                     | Ingolstadt-Ringsee Canisiusstraße 2A (Standort)           | 1937        |                                                                                      |
|      |         | St. Salvator                                     | Ingolstadt-Unsernherrn Münchner Straße 244 (Standort)     | 14. Jh.     |                                                                                      |
|      |         | St. Georg                                        | Ingolstadt-Unterhaunstadt Georgstraße (Standort)          | 14. Jh.     | Gotische Chorturmkirche                                                              |
|      |         | St. Andreas                                      | Ingolstadt-Winden Glöckelweg 8 (Standort)                 | 13. Jh.     | Romanische Chorturmkirche                                                            |
|      |         | St. Blasius                                      | Ingolstadt-Zuchering Karlskroner Straße 14 (Standort)     | 1717/1914   | Barockes Kirchengebäude mit älterer Substanz und einem neubarocken Erweiterungsbau.  |

## Evangelisch-landeskirchliche Kirchengebäude (Evangelisch-Lutherische Kirche in Bayern)
| Bild | Inneres | Name          | Stadtteil / Lage                                     | Bauzeit | Anmerkungen / Baustil                                          |
| ---- | ------- | ------------- | ---------------------------------------------------- | ------- | -------------------------------------------------------------- |
|      |         | St. Matthäus  | Ingolstadt Holzmarkt (Standort)                      | 1845    | Neugotische Stadtkirche                                        |
|      |         | St. Markus    | Ingolstadt Münchner Straße 36A (Standort)            | 1960    |                                                                |
|      |         | St. Lukas     | Ingolstadt Christoph-von-Schmid-Straße 12 (Standort) | 1955    |                                                                |
|      |         | St. Johannes  | Ingolstadt Ettinger Straße (Standort)                | 1964    |                                                                |
|      |         | St. Paulus    | Ingolstadt Theodor-Heuss-Straße 40 (Standort)        | 1965    |                                                                |
|      |         | St. Thomas    | Ingolstadt-Friedrichshofen Buchenweg 4 (Standort)    | 1963    |                                                                |
|      |         | Martinskirche | Ingolstadt-Spitalhof Hans-Denck-Straße 20 (Standort) | 1877    | Ursprünglich neugotisches Kirchengebäude; 1970 stark verändert |

## Kirchengebäude weiterer Konfessionen
| Bild | Inneres | Name                                   | Konfession             | Stadtteil / Lage                         | Bauzeit   | Anmerkungen / Baustil                                                                  |
| ---- | ------- | -------------------------------------- | ---------------------- | ---------------------------------------- | --------- | -------------------------------------------------------------------------------------- |
|      |         | St. Nikolaus                           | russ.-orth. ukr.-orth. | Ingolstadt Esplanade 38 (Standort)       | 1848      | Ursprünglich als ein Patronenhaus der Stadtfestung erbaut, seit 1945 orthodoxe Kirche. |
|      |         | Neuapostolische Kirche Ingolstadt-Nord | neuap.                 | Ingolstadt Spretistraße 16 (Standort)    | 1955/1986 | 1986 Renovierung und Umgestaltung des Gebäudes                                         |
|      |         | Neuapostolische Kirche Ingolstadt-Süd  | neuap.                 | Ingolstadt Lindberghstraße 18 (Standort) |           |                                                                                        |